# Anolis vicarius
Espèce
Synonymes
- Norops vicarius (Williams, 1986)

Anolis vicarius est une espèce de sauriens de la famille des Dactyloidae. 

## Répartition
Cette espèce est endémique du département d'Antioquia en Colombie.

## Publication originale
- Williams, 1986 : Anolis vicarius, new species, related to A. granuliceps. Caldasia, vol. 15, no 71/75, p. 451-459 (texte intégral).